# 西部区 (斐济)
西部区（Western Division）是斐济的4个区之一。它包含姆巴、楠德龙加-纳沃萨、拉三省。
该区首府为劳托卡。该区涵盖斐济最大岛屿维提岛西半部以及一些周围岛屿，包含亞薩瓦群島、维瓦岛和馬馬努薩群島。
18°00′S 177°30′E / 18.000°S 177.500°E
1. ↑  . statsfiji.gov.fj.   [7 Nov 2021].
2. ↑  . statsfiji.gov.fj.   [7 Nov 2021].